# Double Cream
Double Cream – album kompilacyjne zawierający najlepsze i najbardziej popularne utwory oraz single zespołu Milk Inc. wydane do 2001 roku. Double Cream doczekał się wielu wydawnictw m.in.: polskie, europejskie, kanadyjskie, Singapur.

## Lista utworów
Double Cream (UK)
- - CD 1

1. Never Again (Single Mix) 03:20
2. Land Of The Living (Radio Mix) 03:19
3. Walk On Water (H2O Radio Mix) 03:12
4. Don't Cry 04:10
5. Livin' A Lie (Video Edit) 03:22
6. For No Reason 03:16
7. Sweet Surrender (Feat. Tony Hadley) 03:55
8. Time Has Stood Still (Feat. John Miles Jnr.) 04:26
9. Midnight (Feat. K-Lab) 06:18
10. Losing Love (Radio Edit) 03:23
11. La Vache (Regg & Arkin Radio Edit) 03:07
12. In My Eyes (Radio Edit) 03:31
13. Inside Of Me (Full Vocal Radio Edit) 03:31
14. Promise (Radio Edit) 03:41
15. Saxy-Motion (Feat. Dj Wout) 07:36
16. Boy Meets Girl 03:35
17. Oceans (UHT Radio Mix) 03:23
18. Land Of The Living (Kevin Marshall's Trance Remix) 06:39

- - CD 2 (Clipy)

1. Video La Vache 03:48
2. Video Inside Of Me 03:31
3. Video Oceans 03:22
4. Video Land Of The Living 03:25
5. Video Livin' A Lie 03:21
6. Video Never Again 03:19
7. Video Walk On Water 03:24

Double Cream (Kanada)
- - CD

1. Wide Awake 03:40
2. Never Again(Single Mix) 03:20
3. Land of the Living (Radio Mix) 03:19
4. Walk on Water (H2O Radio Mix) 03:12
5. Don't Cry 04:10
6. Livin' a Lie (Video Edit) 03:22
7. For No Reason 03:16
8. Sweet Surrender(feat. Tony Hadley) 03:55
9. Time has Stood Still (feat. John Miles Jnr.) 04:26
10. Midnight In Africa (feat. K-Lab) 06:18
11. Losing Love (Radio Edit) 03:23
12. La Vache (Regg & Arkin radio Edit) 03:07
13. In My Eyes (Radio Edit) 03:31
14. Inside of Me (Full Vocal radio Edit) 03:31
15. Promise (Radio Edit) 03:41
16. Saxy-motion (feat. Dj Wout) 07:36
17. Boy Meets Girl 03:35
18. Oceans (UHT Radio Mix) 03:23
19. Sleepwalker 03:39

Double Cream (Polska)
- - CD 1

1. Never Again (Single Mix) 03:20
2. Land Of The Living (Radio Mix) 03:19
3. Walk On Water (H2O Radio Mix) 03:12
4. Don't Cry 04:10
5. Livin' A Lie (Video Edit) 03:22
6. For No Reason 03:16
7. Sweet Surrender (Feat. Tony Hadley) 03:55
8. Time Has Stood Still (Feat. John Miles Jnr.) 04:26
9. Midnight In Africa (Feat. K-Lab) 06:18
10. Losing Love (Radio Edit) 03:23
11. La Vache (Regg & Arkin Radio Edit) 03:07
12. In My Eyes (Radio Edit) 03:31
13. Inside Of Me (Full Vocal Radio Edit) 03:31
14. Promise (Radio Edit) 03:41
15. Saxy-Motion (Feat. Dj Wout) 07:36
16. Boy Meets Girl 03:35
17. Oceans (UHT Radio Mix) 03:23
18. Land Of The Living (Kevin Marshall's Trance Remix) 06:39

- - CD 2 (Clipy)

1. Video La Vache 03:48
2. Video Inside Of Me 03:31
3. Video Oceans 03:22
4. Video Land Of The Living 03:25
5. Video Livin' A Lie 03:21
6. Video Never Again 03:19
7. Video Walk On Water 03:24

Double Cream (Singapur)
1. In My Eyes (Radio Edit) n/a
2. Wide Awake n/a
3. Never Again (Single Mix) n/a
4. Land Of The Living (Radio Mix) n/a
5. Walk On Water (H2O Radio Mix) n/a
6. Don't Cry n/a
7. Livin' A Lie (Video Mix) n/a
8. For No Reason n/a
9. Sweet Surrender (Feat Tony Hadley) n/a
10. Time Has Stood Still (Feat John Miles Jnr) n/a
11. Midnight in Africa (Feat. K-Lab) n/a
12. Losing Love (Radio Edit) n/a
13. La Vache (Regg & Arkin Radio Edit) n/a
14. Inside of me (Full Vocal Radio Edit) n/a
15. Promise (Radio Edit) n/a
16. Saxy Motion (Feat. DJ Wout) n/a
17. Boy Meets Girl n/a
18. Oceans (UHT Radio Mix) n/a
19. Land of the Living (Kevin Marshall's Trance Remix) n/a